# Nell Shipman
Nell Shipman (Victoria, Colúmbia Britànica, 25 d'octubre de 1892 – Cabazon, Califòrnia, 23 de gener de 1970) va ser una actriu, autora i guionista, productora i directora cinematogràfica, a més d'ensinistradora d'animals, de nacionalitat canadenca. Va ser una de les cineastes canadenques pioneres a Hollywood, i és coneguda sobretot pel seu treball amb històries de James Oliver Curwood, i per interpretar dones aventureres i de gran fortalesa. El 1919, ella i el seu marit, el productor Ernest Shipman, van rodar el film mut de major èxit de la cinematografia canadenca, Back to God's Country, en el qual va interpretar un dels primers nus del cinema.

## Biografia
El seu nom veritable era Helen Foster-Barham. Va néixer a Victoria, Columbia Britànica, però la seva família es traslladà a Seattle, Washington, quan ella tenia tretze anys. Shipman es va iniciar com a actriu teatral, actuant per a companyies de repertori abans d'entrar en el món del cinema. A més, des d'una edat molt primerenca va sentir un gran respecte cap als animals, i aviat es decidí a defensar-ne els drets. En rescatà molts, que acomodà en un zoo propi on n'hi tenia més de 200.
Als 18 anys es va casar amb l'empresari teatral de 39 anys Ernest Shipman i la parella es va traslladar a Hollywood per a començar a treballar en la indústria del cinema. En aquesta època ella va vendre els drets del seu llibre Under the Crescent Moon a Universal Studios, que volia rodar un serial amb la història. A més, va començar a actuar en produccions d'Universal, Selig Polyscope Company i Vitagraph Studios. Entre 1915 i 1918 va fer diversos papers protagonistes, incloent God’s Country and the Woman (1915). Nell Shipman va escriure'n el guió i va actuar en el film, basat en una història curta de James Oliver Curwood.

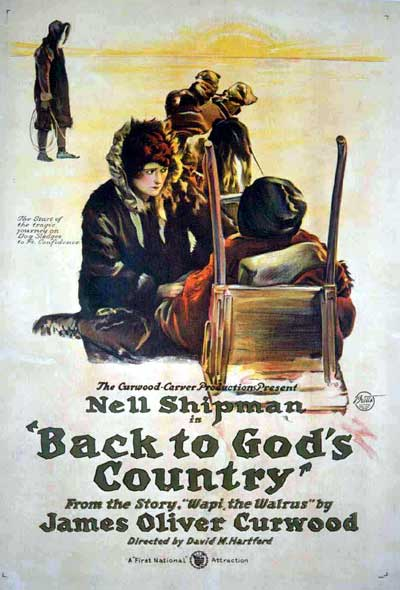
Pòster del film de 1919 Back to God's Country.

El 1918 va contreure la grip espanyola i va estar a punt de morir. Mentre es recuperava va decidir crear una companyia productora anomenada Shipman-Curwood Producing Company. El primer i únic film que la companyia va produir estava basat en una altra història de Curwood, Wapi the Walrus, i va ser adaptada per la mateixa Nell Shipman. El títol de la pel·lícula fou Back to God’s Country, pensat per a capitalitzar l'èxit obtingut amb God's Country and the Woman. La cinta, de 73 minuts de durada, va ser rodada a Los Angeles, San Francisco i a prop del Petit Llac dels Esclaus, a Alberta, i fou dirigida per David Hartford. Back To God's Country va ser un gran èxit del cinema mut, tant canadenc com internacional. Shipman hi feia el paper protagonista, i va dur a terme una breu però controvertida escena de nu.

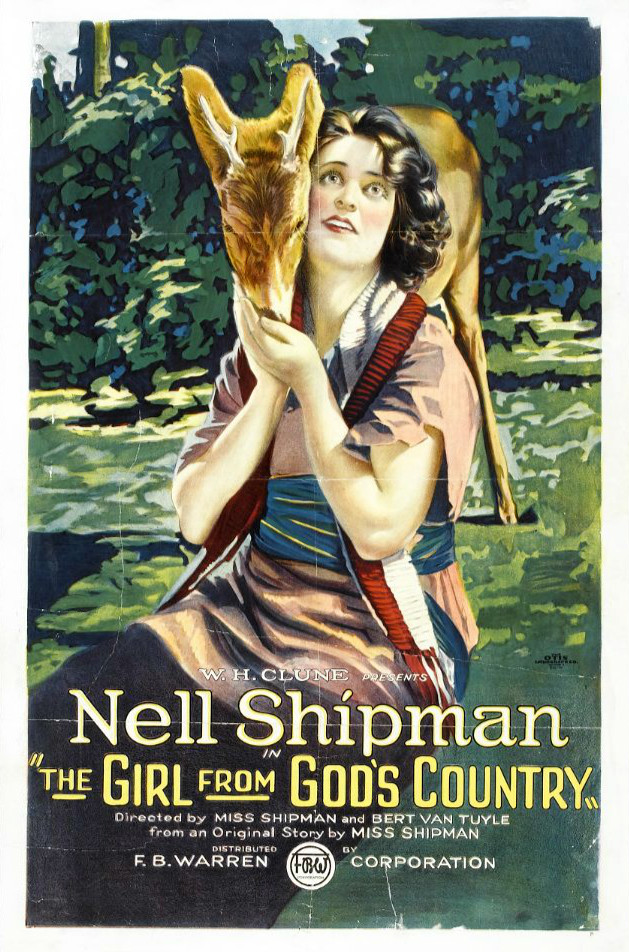
Pòster del film de 1921 The Girl From God's Country.

Després de Back to God's Country, Shipman i el seu coprotagonista, Bert Van Tuyle, amb qui mantingué una relació amorosa, van tornar a Hollywood, on ella es va divorciar d'Ernest Shipman. En aquest període va crear la companyia Nell Shipman Productions, amb Van Tuyle, i es va confirmar com a productora independent. Es va centrar en els temes que més li interessaven: fauna salvatge, naturalesa, dones heroiques i rodatges en exteriors, fora dels platós. Així, va produir, va escriure, va codirigir i va actuar a The Girl From God’s Country (1921) i The Grub Stake (1923), tots dos films d'èxit.
Mentre vivia a Spokane, Nell Shipman va fer una pel·lícula titulada The Grub Stake, que va costar uns 180.000 dòlars. Desafortunadament, el film no va arribar a distribuir-se per fallida de la distribuïdora estatunidenca, i pels posteriors procediments legals. Mentrestant Shipman va intentar mantenir la seva companyia i, després de transportar tot el seu zoo a Priest Lake, Idaho, va rodar diversos curts a Lion Head Lodge. No obstant això, la situació es va anar complicant en fer-se Van Tuyle cada vegada més inestable i perdre alguns dels seus animals. A més, en un escenari que recordava un dels seus films, Nell i Bert es van perdre durant dos dies durant una violenta tempesta de neu a principis de 1924. Van ser rescatats per dos germans, Joseph i Fred Gumaer.
A la fi d'aquest any, la productora de Shipman va fer fallida, i ella va trencar la seva relació amb Van Tuyle. Per tot això, es va veure forçada a vendre els seus animals al Zoològic de Sant Diego, ja que no podia costejar-ne el manteniment. Va començar a escriure guions i contes, activitat que va continuar fent durant la resta de la seva vida. En destaca la història que va ser la base per al film Wings in the Dark (Ales en la nit), protagonitzat per Myrna Loy i Cary Grant (1934).
L'últim projecte important de Shipman va ser la seva autobiografia, The Silent Screen and My Talking Heart, publicada pòstumament per la Boise State University. La Universitat també manté la Col·lecció Nell Shipman en la Albertsons Library. Nell Shipman va morir en Cabazon, Califòrnia, el 1970, als 77 anys d'edat.

## Filmografia
| - The Ball of Yarn (1910) - Outwitted by Billy (1913) - One Hundred Years of Mormonism (1913) - God's Country and the Woman (1915) - The Pine's Revenge (1915) - Under the Crescent (1915) - The Pine's Revenge (1915) - The Fires of Conscience (1916) - Through the Wall (1916) - Baree, Son of Kazan (1917) - The Black Wolf (1917) - My Fighting Gentleman (1917) - The Girl From Beyond (1918) - The Home Trail (1918) - Cavanaugh of the Forest Rangers (1918) | - The Wild Strain (1918) - Back to God's Country (1919) - Something New (1920) - The Girl from God's Country (1921) - A Bear, A Boy and A Dog (1921) - The Grub-Stake (1923) - The Light on Lookout (1924) - The Trail of the North Wind (1924) - White Water (1924) - Wolf's Brush (1924) - The Golden Yukon (1927) - Wings in the Dark (1935) / Ales en la nit - The Story of Mr. Hobbs (1947) |